# 貝爾廷齊市鎮

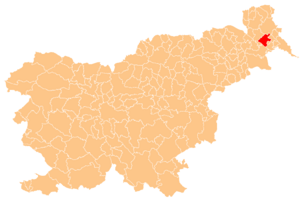

46°36′N 16°14′E / 46.600°N 16.233°E
貝爾廷齊市鎮，是斯洛文尼亞東北部的一個市镇，行政中心为貝爾廷齊，處於普雷克穆列地區。市镇面積为62.2平方公里，海拔高度177米，2002年人口8,256，人口密度每平方公里130人。